# Stictonaclia anapera
Stictonaclia anapera är en fjärilsart som beskrevs av Paul Mabille 1878. Stictonaclia anapera ingår i släktet Stictonaclia och familjen björnspinnare. Inga underarter finns listade i Catalogue of Life.